# Antonio Zapata y Cisneros

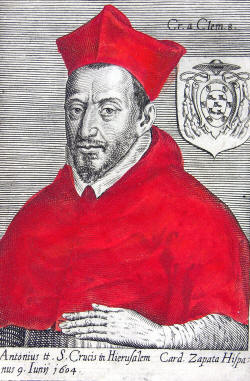
Kardinal Antonio Zapata

Antonio Zapata y Cisneros (* 8. Oktober 1550 in Madrid; † 27. April 1635 ebenda) war ein spanischer Kardinal.

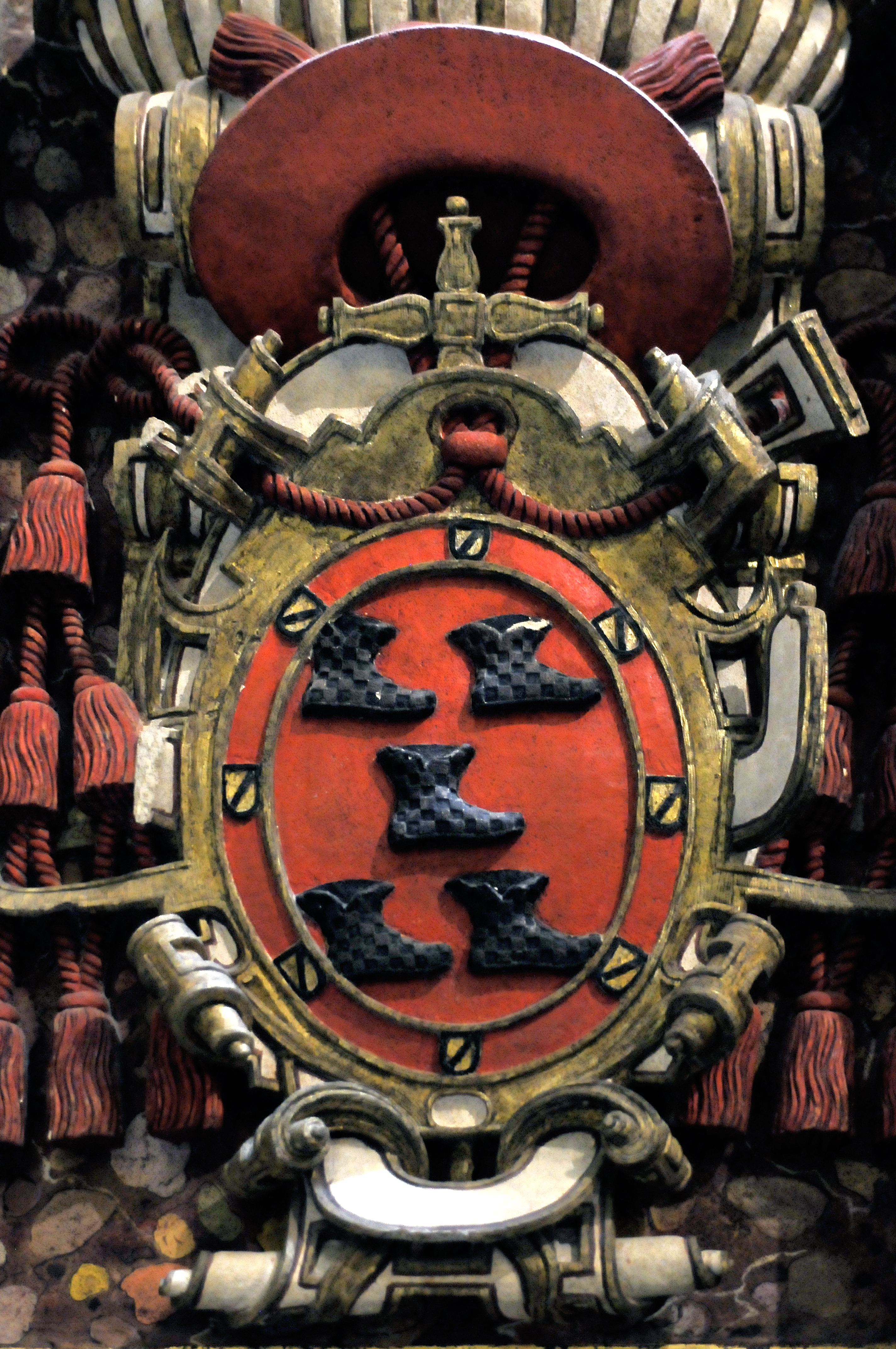
Kardinalswappen in der Kathedrale von Burgos

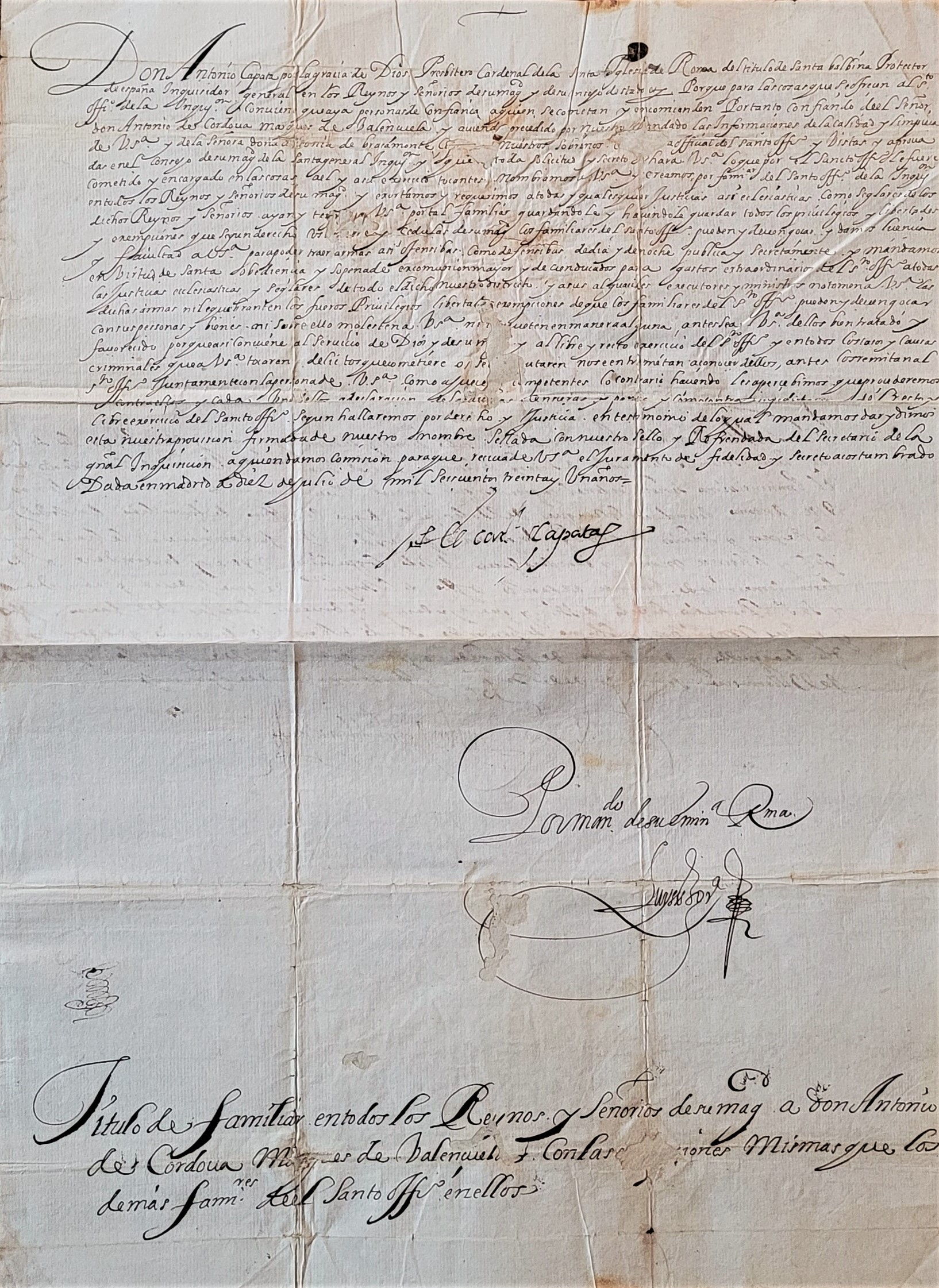
Dokument von Antonio Zapata y Cisneros, 1631

Er zählt zu den sogenannten Kronkardinälen und verdankte seine Erhebung zum Kardinal durch Papst Clemens VIII. im Jahre 1604 dem Wirken des Günstlings-Minister Francisco Gómez de Sandoval y Rojas. Anders als der gleichzeitig mit ihm amtierende spanische Kronkardinal Bernardo de Sandoval y Rojas hielt er sich nach seiner Ernennung zwölf Jahre lang in Rom auf und vertrat an der Kurie sein Land, genauer den spanischen Königshof. Sowohl im Konklave vom Mai 1605, aus dem Camillo Borghese als Papst Paul V. hervorging, als auch im Konklave im Jahre 1621 war Zapata der spanische Stimmführer. Im Konklave von 1605 sorgte er dafür, dass ein der spanischen Krone passender Kandidat erfolgreich war. Er war Vizekönig von Neapel und von 1627 bis 1632 Großinquisitor von Spanien.